# Lycée Madison East
 (juin 2024).
La mise en forme du texte ne suit pas les recommandations de Wikipédia : il faut le « wikifier ».
Les points d'amélioration suivants sont les cas les plus fréquents :
- Les titres sont pré-formatés par le logiciel. Ils ne sont ni en capitales, ni en gras.
- Le texte ne doit pas être écrit en capitales (les noms de famille non plus), ni en gras, ni en italique, ni en « petit »…
- Le gras n'est utilisé que pour surligner le titre de l'article dans l'introduction, une seule fois.
- L'italique est rarement utilisé : mots en langue étrangère, titres d'œuvres, noms de bateaux, etc.
- Les citations ne sont pas en italique mais en corps de texte normal. Elles sont entourées par des guillemets français : « et ».
- Les listes à puces sont à éviter, des paragraphes rédigés étant largement préférés. Les tableaux sont à réserver à la présentation de données structurées (résultats, etc.).
- Les appels de note de bas de page (petits chiffres en exposant, introduits par l'outil «  Source ») sont à placer entre la fin de phrase et le point final[comme ça].
- Les liens internes (vers d'autres articles de Wikipédia) sont à choisir avec parcimonie. Créez des liens vers des articles approfondissant le sujet. Les termes génériques sans rapport avec le sujet sont à éviter, ainsi que les répétitions de liens vers un même terme.
- Les liens externes sont à placer uniquement dans une section « Liens externes », à la fin de l'article. Ces liens sont à choisir avec parcimonie suivant les règles définies. Si un lien sert de source à l'article, son insertion dans le texte est à faire par les notes de bas de page.
- La présentation des références doit suivre les conventions bibliographiques. Il est recommandé d'utiliser les modèles {{Ouvrage}}, {{Chapitre}}, {{Article}}, {{Lien web}} et/ou {{Bibliographie}}. Le mode d'édition visuel peut mettre en forme automatiquement les références.
- Insérer une infobox (cadre d'informations à droite) n'est pas obligatoire pour parachever la mise en page.

Pour une aide détaillée, merci de consulter Aide:Wikification.
Si vous pensez que ces points ont été résolus, vous pouvez retirer ce bandeau et améliorer la mise en forme d'un autre article.
La Madison East High School est l'un des quatre lycées d'enseignement général de quatre ans à Madison, Wisconsin. Fondé en 1922, c'est le plus ancien lycée public encore en activité à Madison. La mascotte de l'école est « Peppy Purgolder », un animal ressemblant à un félin. Les athlètes de Madison East participent à la WIAA Big Eight Conference.

## Installations
Madison East a été conçu par l'architecte Frank Riley en 1922, dans le style gothique collégial. Depuis sa construction initiale, quatre extensions ont été ajoutées à l'école, en 1925, 1932, 1938-1939 et 1962-1963. Madison East possède un espace intérieur, construit avec des briques de l'ancien bâtiment avant son agrandissement, qui abrite la plupart des casiers de l'école et sert de lieu de rassemblement pour les étudiants. Le forum est principalement réservé aux élèves de première année, mais les élèves des autres niveaux y ont également accès. Au-dessus du forum des freshmen se trouve le « Sophomore Wall »; plus près de la cafétéria se trouvent les murs des juniors et des seniors. En 2017, le théâtre de Madison East a subi une rénovation majeure, coûtant 4,7 millions de dollars et transformant radicalement l'espace principal des arts de la scène de l'école. À partir de 2022, East a également subi d'importantes rénovations dans le cadre d'un référendum en 2020.

## Académie
L'école propose des classes d'honneur et des cours avancés. Les cours Advanced Placement (AP)  incluent Calculus AB, Calculus BC, Environmental Science, Statistics, French Language and Culture, Spanish Language and Culture, Music Theory, Psychology, Macroeconomics, Microeconomics, Modern European History, Computer Science Principles et Computer Science A. Des cours sont également disponibles en physique avancée, chimie avancée, anatomie, littérature, composition, écriture créative et programmation informatique.
L'école possède également un programme musical. Le programme de la bande comprend la Freshman Band, la Concert Band, la Pep Band, la Jazz Band, le Jazz Orchestra et le niveau le plus élevé, la Sinfonietta. Le programme d'orchestre inclut l'Orchestre Concert, l'Orchestre Symphonique et l'Orchestre Philharmonique. Le programme de chorale propose à la fois des chorales de concert et des chorales de spectacle, comprenant Chorale, Treble Choir et Concert Choir. Il n'y a plus de chorale de spectacle, mais il y a le Cypher, un groupe artistique se produisant dans des espaces locaux.

## Activités parascolaires

### Sports
Les sports de Madison East incluent le softball, le volleyball, le football, le baseball, l'athlétisme, le tennis, le golf, la gymnastique, la lutte, le cross-country, les cheerleading, le basketball, le hockey sur glace et la natation.

### Théâtre
Le théâtre Margaret Williams de l'école Madison East avait autrefois un énorme lustre. Cependant, dans les années 1970, le théâtre a été rénové et l'arrière a été muré pour permettre la création des salles Barrett et Randall comme salles d'étude. Le lustre a été retiré et les sièges du théâtre ont été remplacés par des pupitres pour davantage de salles d'étude. Le théâtre a été rénové en 2017, incluant la construction d'un nouveau balcon et rendant le théâtre entièrement accessible aux personnes handicapées.
Madison East High possède un programme théâtral étudiant appelé Eastside Players.

## Anciens élèves notables
- Melissa Agard (promotion de '87), législatrice de l'État du Wisconsin
- Andrea Arlington, mannequin, personnalité télévisée, coach de vie et ministre
- Connie Carpenter-Phinney (promotion de '75), coureuse cycliste professionnelle/patineuse de vitesse et médaillée d'or aux Jeux olympiques d'été de 1984
- Michael Cole (acteur), (promotion de '58), acteur connu pour son rôle dans la série télévisée La Nouvelle Équipe
- Dale Hackbart (promotion de '56), linebacker/safety NFL, Packers de Green Bay (1960), Redskins de Washington (1961-1963), Vikings du Minnesota (1966-1970), Cardinals de Saint-Louis (1971-1972), Broncos de Denver (1973)
- Donald Hayes, (promotion de '94) receveur NFL, Panthers de la Caroline (1998-2001, 2004), Patriots de la Nouvelle-Angleterre (2002-2003)
- Gabe Jennings, (promotion de '97) coureur de demi-fond ayant participé aux 1 500 mètres aux Jeux olympiques d'été de 2000 à Sydney
- Jerry Kelly (promotion de '85), golfeur professionnel, Nike Tour (1995), PGA Tour (1996-présent)[4]
- Konrad Bates Krauskopf (1910–2003), géologue
- Joe Kurth, plaqueur NFL, Packers de Green Bay (1933-1934)
- Greg Mattison, entraîneur de football américain NFL et NCAA
- Jim Montgomery (promotion de '73), nageur et médaillé d'or aux Jeux olympiques d'été de 1976
- Kathryn Morrison, législatrice[5]
- Pat Richter (promotion de '59), tight end NFL, Redskins de Washington (1963-1970), directeur sportif de l'université du Wisconsin à Madison (1989-2004)[6]
- Kelda Roys, législatrice de l'État du Wisconsin[7]
- Ken Starch, running back NFL, Packers de Green Bay (1976)[8]
- Bob Suter, (promotion de '75) médaillé d'or olympique en hockey sur glace lors du « Miracle on Ice » de 1980, joueur de hockey professionnel[9]
- Gary Suter, (promotion de '82) médaillé d'argent olympique en hockey sur glace en 2002, joueur de hockey professionnel[10]
- Bradley Whitford (promotion de '77), acteur, surtout connu pour son rôle dans la série télévisée À la Maison-Blanche[11]